# Corallium rubrum

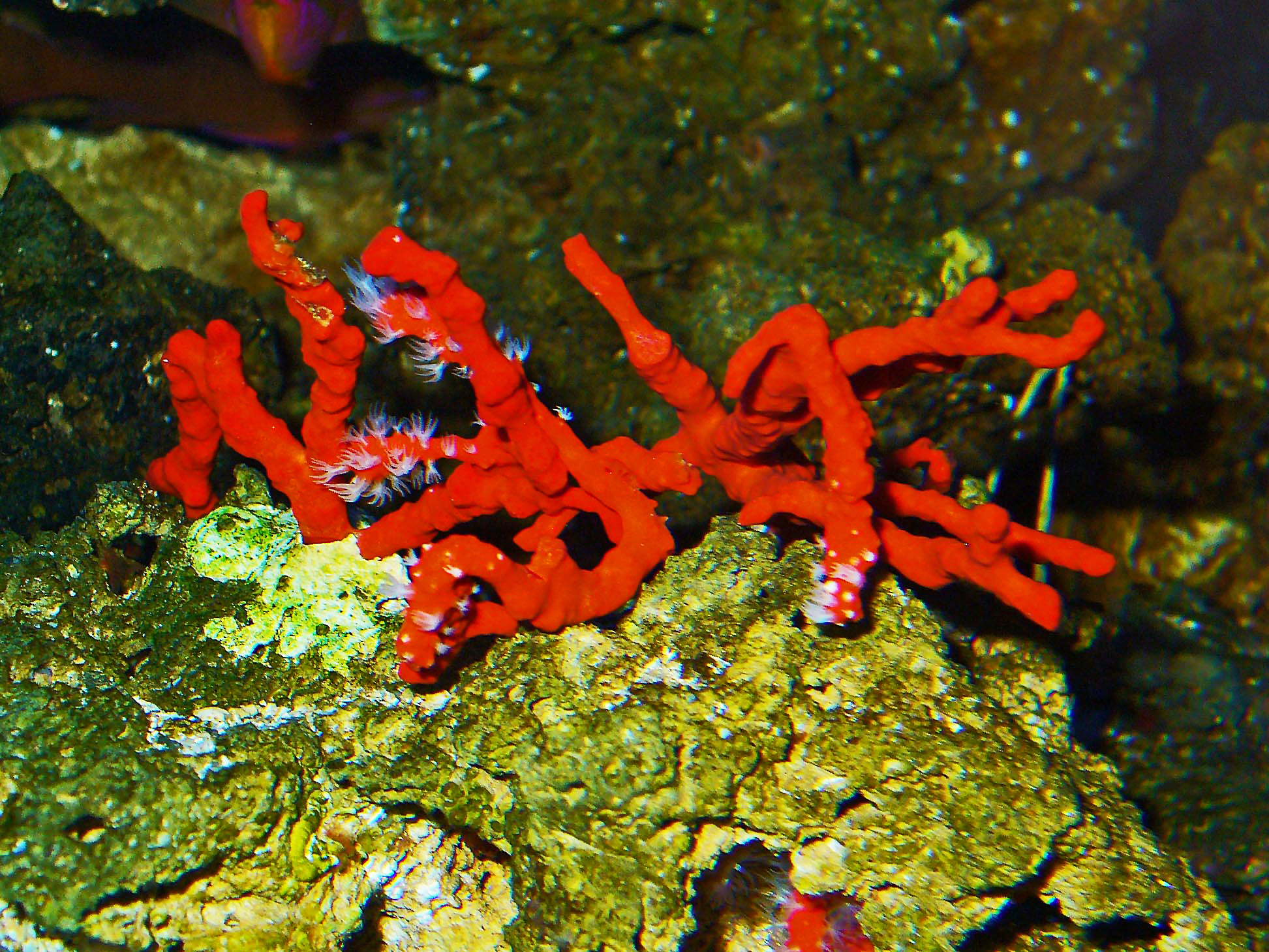
Colonia de C. rubrum comenzando a expandir sus pólipos

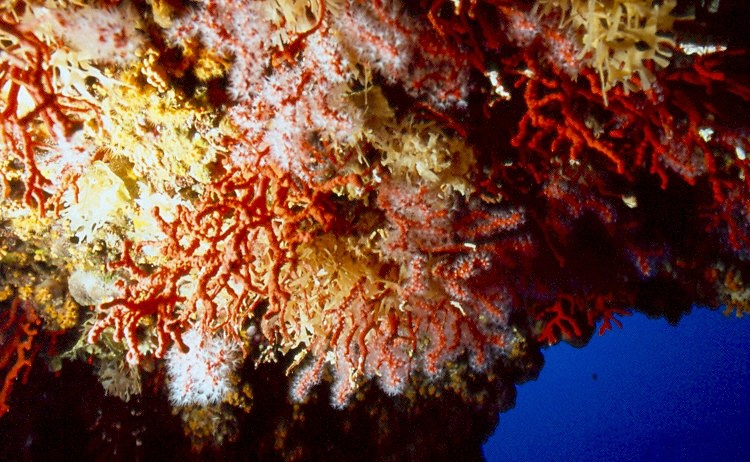
Corallium rubrum en Grotta Nereo, Cerdeña, Italia

El coral rojo (Corallium rubrum) es una especie de coral que pertenece a la familia Coralliidae.
Su naturaleza animal fue descubierta en 1722 por Peysonnel. Con anterioridad se creía que era un arbusto marino que se endurecía al sacarlo al aire, así que se le llamaba árbol de piedra o Litodendrum.

## Etimología
"Corallium" significa “hija del mar”.

## Morfología
Su esqueleto calcáreo es duro, de un máximo de unos 50 cm. El esqueleto interno presenta todas las tonalidades del rojo, el color blanco y el negro. Su color rojo es debido a la presencia de sales de hierro en su estructura de carbonato cálcico. Las ramas las forman pólipos de color blanco traslúcido; el tejido que las recubre suele ser de color rojo, a veces blanco o amarillo. Pólipos blancos con 8 tentáculos plumosos.

## Vida y reproducción
Este animal vive en colonias en forma de rama de árbol en los que los individuos se reparten el trabajo: unos pólipos que disponen de tentáculos y que se encargan de capturar el alimento, y otros como poros que se encargan de hacer circular el agua por el sistema de tubos que forma la colonia.
Se reproduce sexualmente. Las larvas tienen una fase embrionaria de un mes y de algunos días de vida planctónica. Después se fijan a algún tipo de sustrato, en lugares con poca luz, aguas tranquilas y de salinidad constante. Crecen a un ritmo de unos 3 o 4 cm cada 10 años.

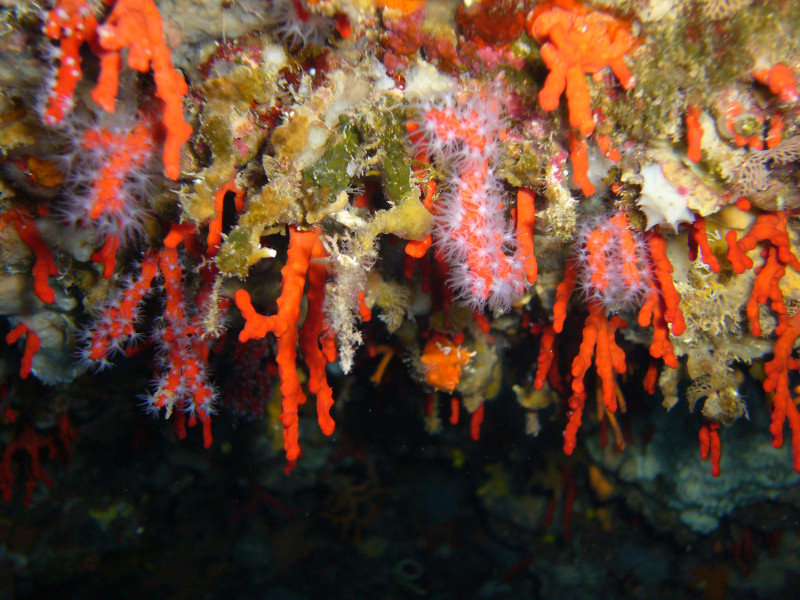
Detalle del rojo esqueleto.

## Hábitat
Fondos rocosos y cuevas marinas, entre 30 y 200 metros de profundidad. A lo largo de la costa de Alghero, Cerdeña, también conocido como la costa de coral, donde una gran cantidad de cuevas donde el coral ya está presente en grandes cantidades a una profundidad de 4 m.

## Distribución
Se distribuye en particular desde el golfo de Nápoles hasta Cerdeña seguido por el Mar Mediterráneo y en el Océano Atlántico oriental, desde Portugal, Canarias, hasta las Islas de Cabo Verde.

## El coral rojo en España

### Pesca
La Ley 3/2001, de 26 de marzo, de Pesca Marítima del Estado, regula en su título I la pesca marítima en aguas exteriores y establece los requisitos y condiciones para su ejercicio.
La pesca del coral rojo estaba regulada en el Real Decreto 1212/1984, de 8 de junio, que establece la normativa referida a los fondos marinos, las artes y las zonas permanentes de veda, así como los requisitos y condiciones para el ejercicio de la actividad, y el R.D. 2090/1984, de 10 de octubre, sobre tipos de infracciones.
Estaba pues pendiente una nueva normativa de acuerdo con la Ley de Pesca de 2001 y la normativa comunitaria, en concreto el Reglamento CEE n.º 3690/93 del Consejo, de 20 de diciembre de 1993.
A esta necesidad respondió el Real Decreto 1415/2005, de 25 de noviembre, por el que se reguló la pesca del coral rojo y su primera venta, y que derogó los dos primeros Reales Decretos. 
Posteriormente, tanto el Real Decreto 1415/2005 como y la Orden APA/1592/2006, de 18 de mayo de 2006, por la que se regula el procedimiento de autorización para el ejercicio de la actividad de la pesca del coral rojo fueron derogadas por el Real Decreto 629/2013, de 2 de agosto, por el que se regula la pesca del coral rojo, su primera venta y el procedimiento de autorización para la obtención de licencias para su pesca.
La Orden APA/308/2020 de 27 de marzo establece una veda temporal de su pesca y la no concesión de licencias para el período comprendido entre el 10 de abril de 2020 y el 10 de abril de 2022, ambos incluidos.
Las infracciones de lo dispuesto en este Real Decreto se rigen por lo dispuesto en el Título V de la mencionada Ley de Pesca, 3/2001.

### Conservación
El coral rojo era una especie abundante, pero debido a la explotación abusiva con fines comerciales de la que ha sido objeto, hoy en día ha desaparecido de muchas zonas. Las colonias grandes, de entre 20 y 30 cm, sólo se encuentran a gran profundidad, entre 40 y 400 m. En aguas superficiales los ejemplares son de 6 u 8 cm.
Reservas marinas en las que se encuentra: Reserva marina de Cabo de Palos e Islas Hormigas en la Región de Murcia, Cabo de Creus, Islas Medas, Isla de Alborán, Levante de Mallorca-Cala Rajada, Nord de Menorca, Ses Negres y Reserva marina de las Islas Columbretes. Especie incluida en el Anexo V de la Directiva Hábitat, Anexo III del Protocolo sobre zonas especialmente protegidas y la diversidad biológica en el Mediterráneo.

## Usos
Joyería y homeopatía. Por otra parte, según el pensamiento mágico, en gran parte del mundo (por ejemplo los esqueletos humanos pintados con rojo cinabrio en la América precolombina y, especialmente en Europa) el color rojo es considerado fasto o portador de buena fortuna (por ejemplo en idioma ruso la palabra equiparable (kрасный)  a rojo no denota solo a un color sino a la belleza y a la buena suerte, el color rojo por lo general está asociado a la vida, a la fuerza y a la fuerza vital, esto explica que en cierta joyería popular de origen italiano se use al coral rojo (e incluso desde mediados del siglo XX a imitaciones de plástico) para el cuerpo principal, fálico  del amuleto llamado cornicello o cuerno napolitano.

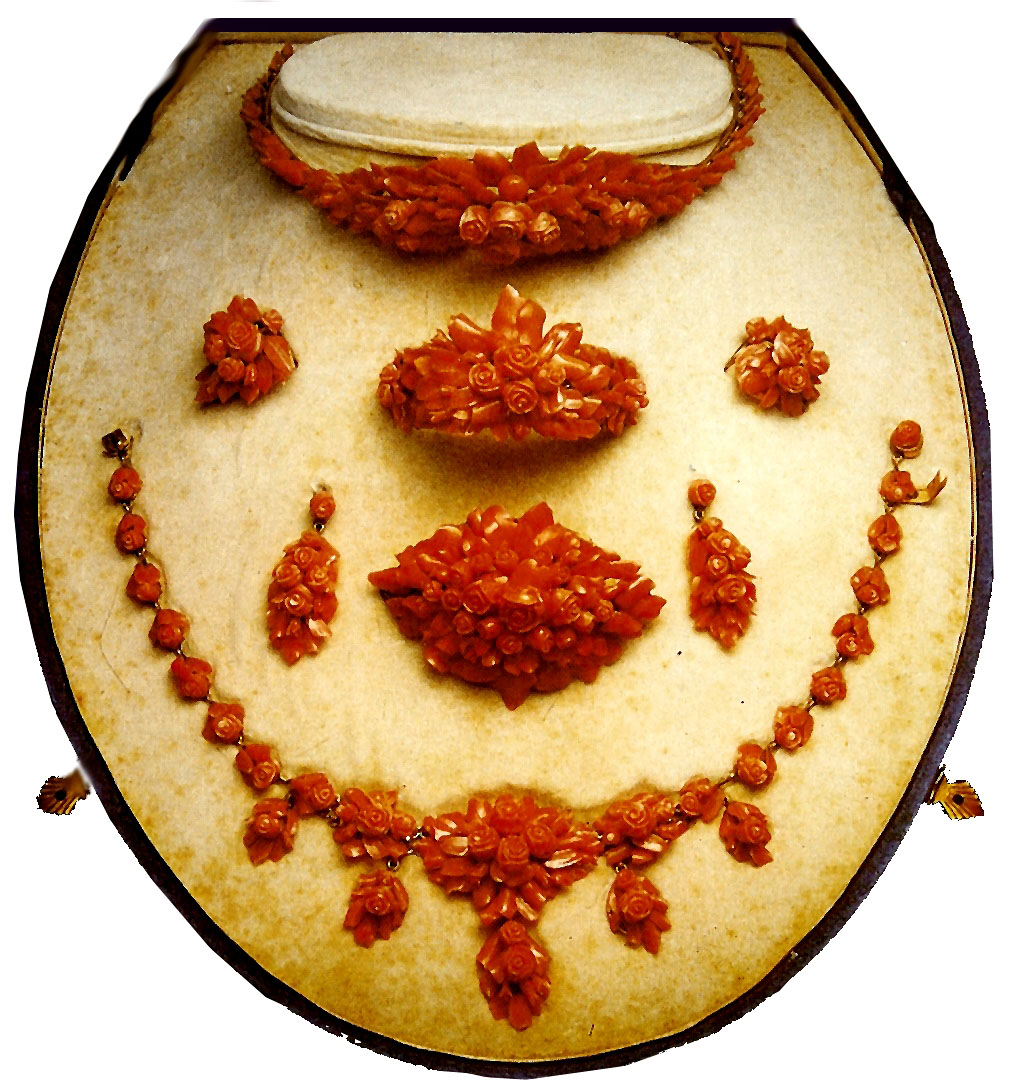
Joyas de coral rojo para la reina Farida de Egipto, Ascione, 1938. Museo del Coral, Nápoles